# William Byron
William McComas Byron Jr. (Charlotte, 29 de noviembre de 1997) es un piloto estadounidense, que compite en carreras de stock car. Desde 2018, disputa a tiempo completo la Copa NASCAR, conduciendo el Chevrolet Camaro ZL1 1LE para Hendrick Motorsports. A noviembre de 2021, Byron obtuvo dos triunfos y 21 top 5 en 144 participaciones. 
Además, obtuvo el título de la NASCAR Xfinity Series 2017, donde obtuvo cuatro victorias, y la cuarta posición general en la NASCAR Truck Series 2016, en la que consiguió siete triunfos.

## Carrera deportiva
Comenzó a correr virtualmente en el simulador iRacing en 2011 y 2012, logrando 104 victorias en 683 carreras de la competición online.
En 2012, comenzó su trayectoria en coches reales, comprando un Legend y logrando un cuarto puesto en su debut en Rockingham. Al año siguiente, compitió en carreras de autos Legends, donde ganó 33 carreras para obtener el título de la division Young Lions de U.S. Legend y el campeonato Thursday Thunder en el ovalo de Atlanta. 
En 2014, Byron pasó a la divisional Pro en las carreras de autos Legend y obtuvo dos campeonatos invernales en Auburndale y Charlotte. Además, firmó con el programa de Late Models de JR Motorsports. Disputó el campeonato de pista de Hickory, donde finalizó subcampeón con un triunfo y 12 top 5.
Byron dio el salto a la NASCAR, corriendo en la Pro Series East para HScott Motorsports with Justin Marks. Consiguió cuatro victorias y 11 top 10 ganando el campeonato. Además, participó en dos carreras de la Pro Series West y en dos de la ARCA Series, donde obtuvo tres top 10 en total.
Kyle Busch Motorsports le dio a Byron la posibilidad de debutar en las NASCAR Truck Series en una Toyota Tundra, participando en las últimas dos fechas de la temporada 2015. El norcarolino disputó la temporada completa 2016 con KBM, donde triunfó en siete carreras y obtuvo el título de Novato del Año. Sin embargo, sufrió un fallo de motor en la última carrera de la Ronda de 6 en Phoenix, lo que dejó a Byron sin chances de ganar el título general y resultó quinto en el campeonato. En ese año, disputó dos carreras en ARCA, llegando segundo en Daytona
En 2017, Byron regresó a JR Motorsports, para correr la NASCAR Xfinity Series con un Chevrolet Camaro. Se consagró Novato del año y campeón general con cuatro victorias (Iowa, Daytona, Indianapolis Motor Speedway y Phoenix) y 12 llegadas entre los cinco primeros.
En 2018, Byron fue contratado por Hendrick para disputar la Copa NASCAR.  No se pudo clasificar a la postemporada y concluyó la temporada con solo 4 top 10 y una 23ª posición general. Venció a Darrell Wallace Jr. en la disputa por el Novato del Año, convirtiéndose en el segundo piloto en ganar esa distinción en cada una de las tres series nacionales de la NASCAR en temporadas consecutivas. Al año siguiente, Byron logró la pole position de las 500 Millas de Daytona y se clasificó a los playoffs, donde fue eliminado en segunda ronda. Finalizó la temporada en decimoprimer lugar con 5 top 5.
Byron obtuvo su primera victoria en la Copa NASCAR en las 400 Millas de Daytona de 2020, al superar a Denny Hamlin por la primera posición en tiempo extra. En ese mismo año, Byron llegó hasta la primera ronda de la postemporada, donde quedó eliminado en Bristol debido a un accidente. Finalizó la temporada en decimocuarta posición con cuatro top 5. En 2021, consiguió el triunfo en Homestead, además de 12 llegadas entre los cinco primeros. Llegó hasta la segunda ronda de postemporada, siendo 10° en el campeonato.